# Gustave Stoskopf

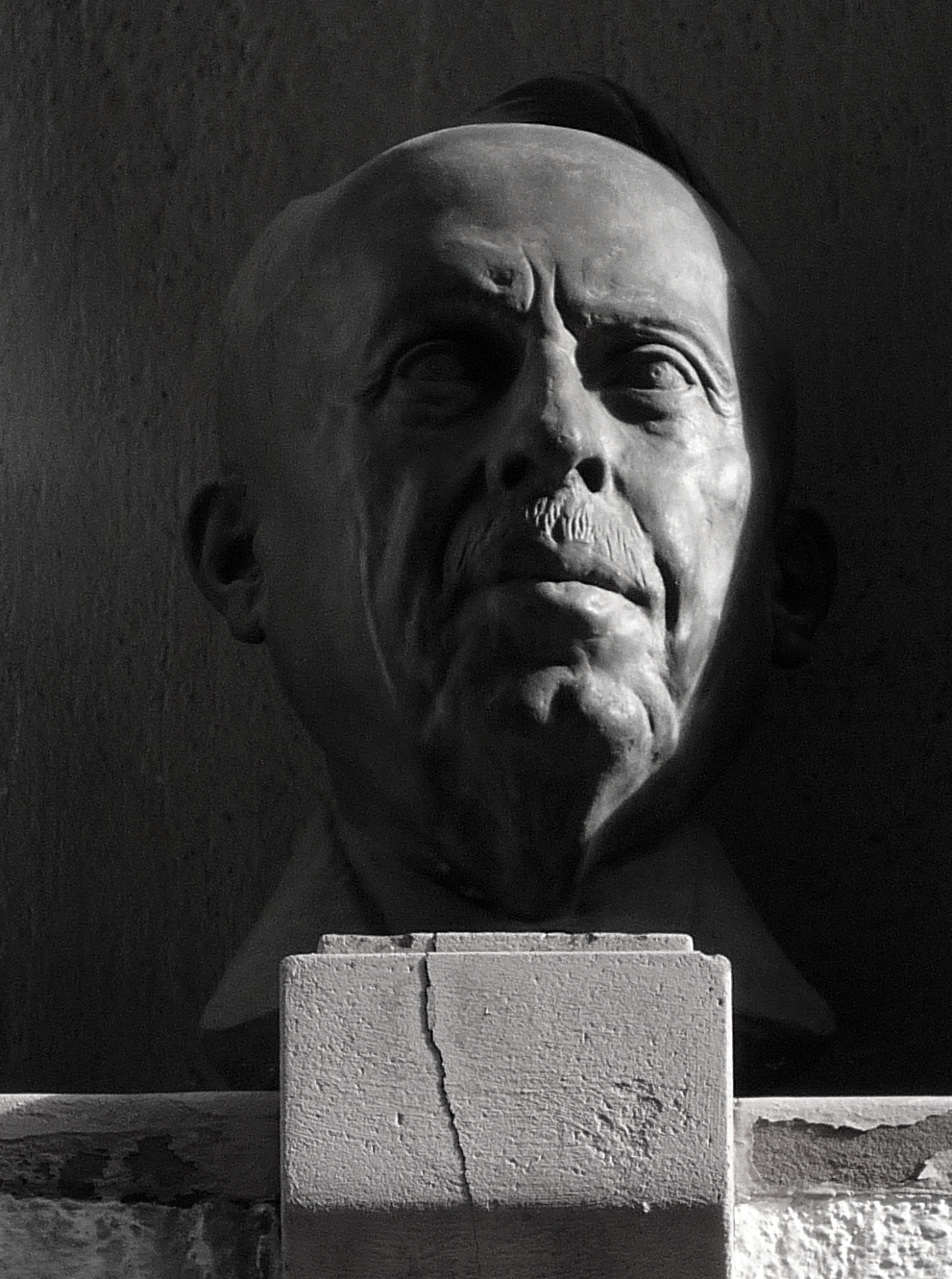
Gustave Stoskopf
1869 - 1944

Gustave Stoskopf (Brumath, 1869 - 1944) fou un pintor, dramaturg, poeta, dibuixant i editor francès d'Alsàcia. Es va graduar a l'Académie Julian i a l'École nationale supérieure des Beaux-Arts. Va exercir com a director del Théâtre alsacien d'Estrasburg. Va ser autor d' obres de teatre en dialecte alsacià. Va ser nomenat Chevalier de la Légion d'Honneur el 1931.

## Obres
Va ser un dels autors fonamentals de la literatura alsaciana del segle xix. Com a pintor van destacar els seus quadres sobre paisatges de la vall de Zorn. El 1893 va fundar el seu propi teatre alsacià, en el qual hi va representar les seves obres, escrites en alsacià. Escriví les peces teatrals D'r Herr maire (El senyor alcalde, 1898), D'r candidat (El candidat), D'r Pariser Reis, D'r verbote fahre als kom, D'heimet (La pàtria) i altres. Alguns el consideraren el Molière alsacià El 1930-1939 va representar algunes d'elles per la ràdio, i fins i tot el 1939 D'r Herr maire fou duta al cinema.
El Museu Gustave-Stoskopf de Brumath, al departament francès del Baix Rin, està dedicat a l'obra de Stoskopf.
Stoskopf va ser el pare del prolífic arquitecte francès Charles-Gustave Stoskopf.

## Galeria

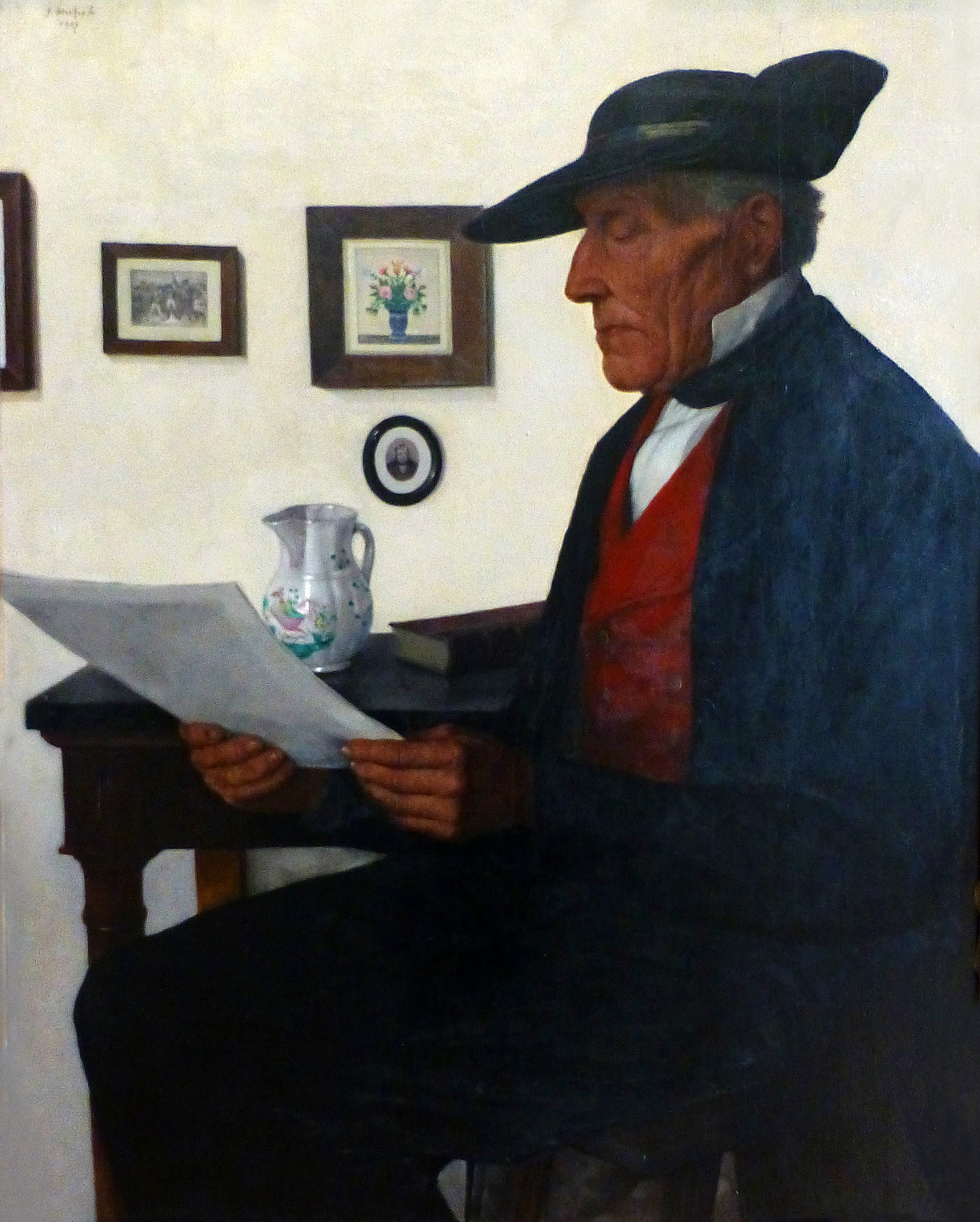
El lector (oli sobre taula, 1927), Museu històric de Haguenau
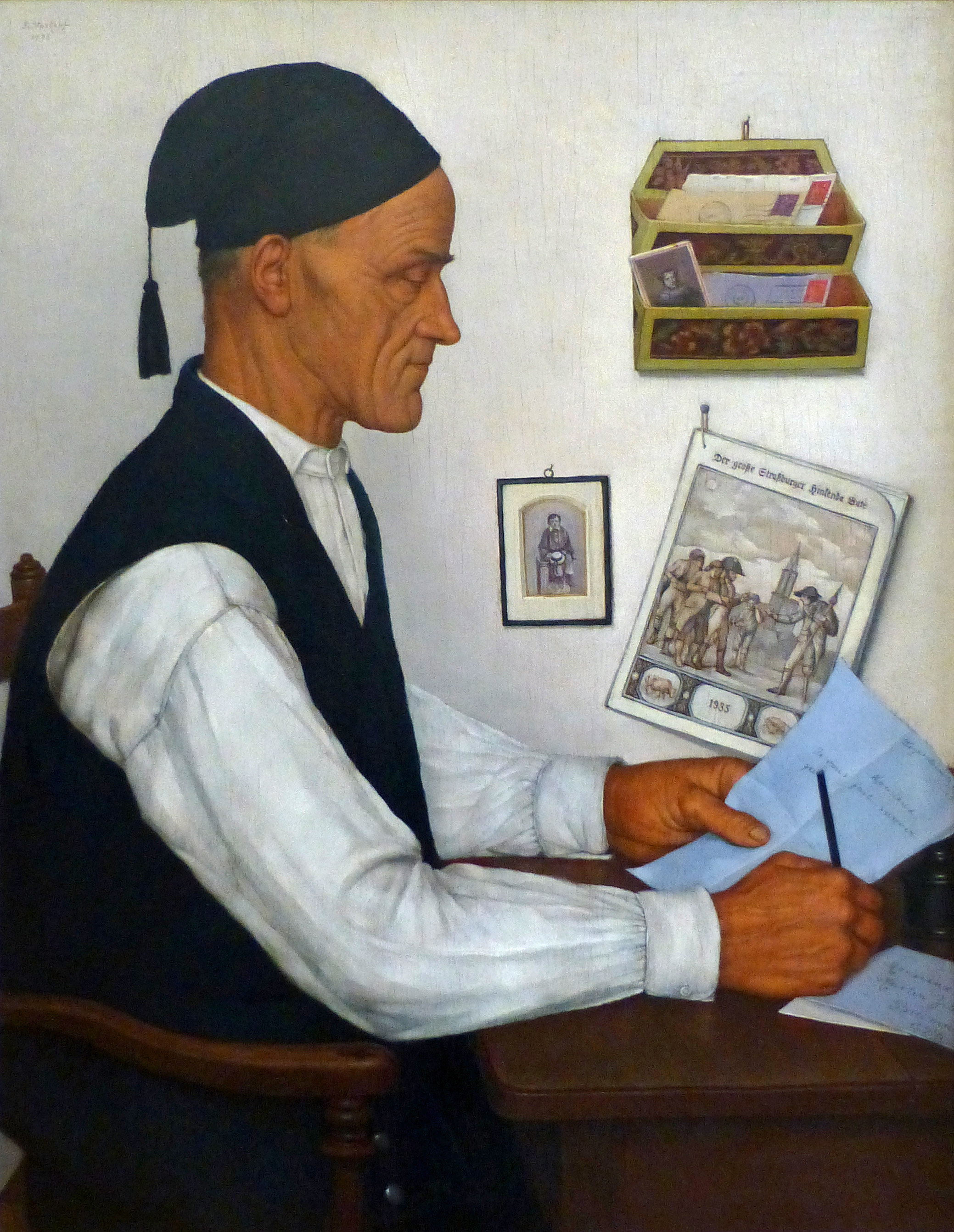
Le Messager boiteux (oli sobre taula, 1935), és el títol de l'almanacenganxat a la paret], Musée historique de Haguenau
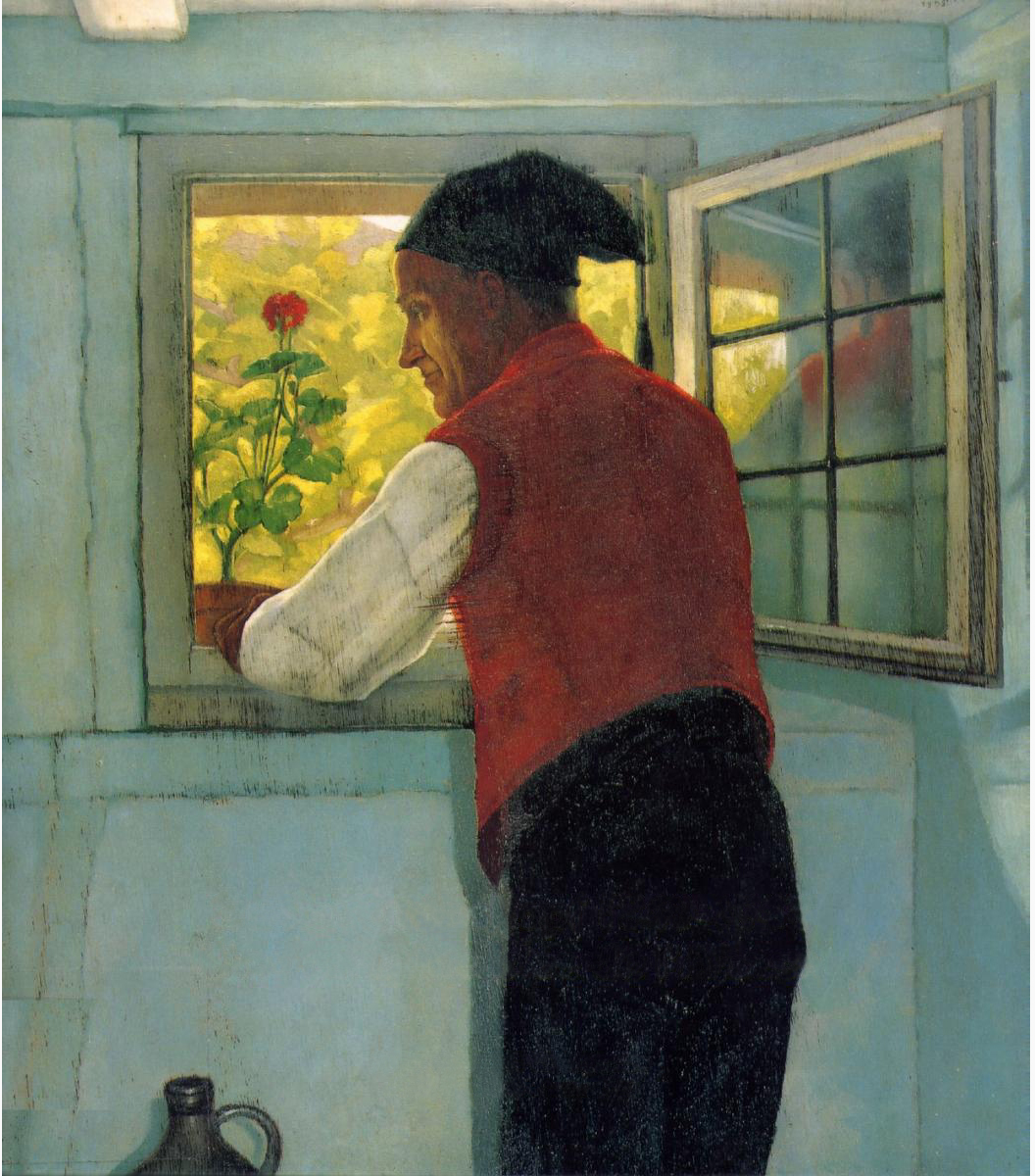
Pagès a la finestra
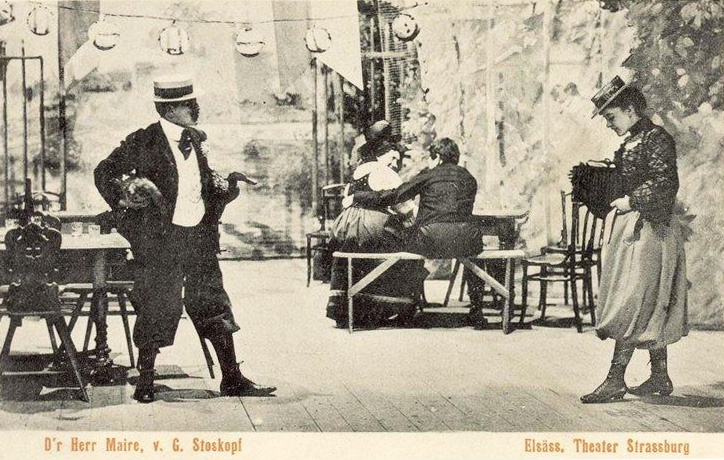
Representació de l'obra de Stoskopf D'r Herr Maire [Mister Alcalde] el 1908
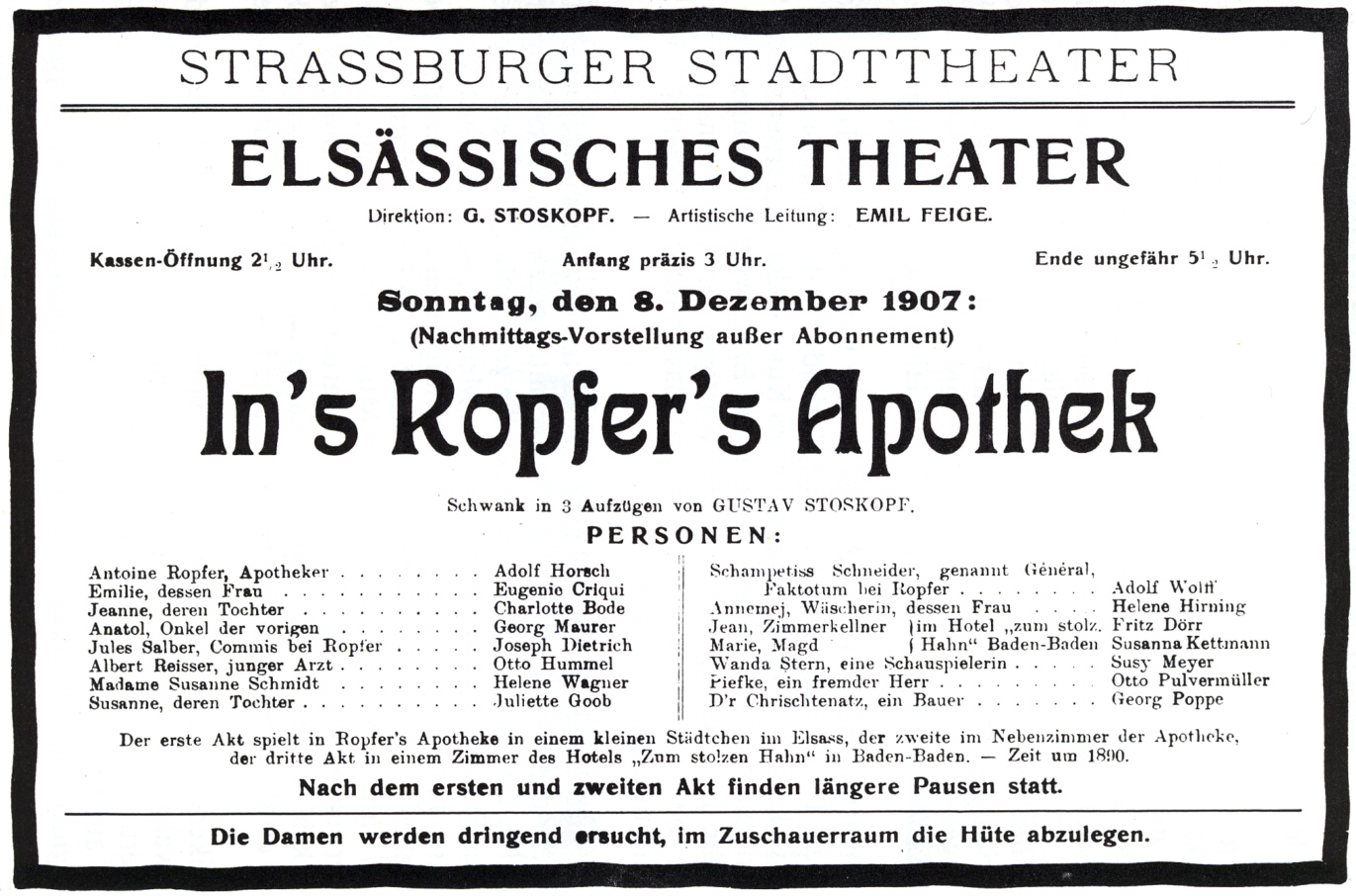
Cartell per a una representació de 1907 d'una obra de teatre de Stoskopf